# Eskilstuna United DFF
Eskilstuna United DFF är en damfotbollsklubb i Eskilstuna i Sverige. Laget spelar sina hemmamatcher på Tunavallen i Eskilstuna, och klubben bildades den 29 september 2002, då Slagsta IK och Tunafors SK slog samman sin damfotboll.
I oktober 2013 kvalificerade sig laget, genom att besegra Östers IF med 2–1 i Elitettan 2013, för spel i Damallsvenskan 2014.
Eskilstuna United DFF förlorade finalen av Svenska cupen i fotboll för damer med 0–3 mot BK Häcken FF i maj 2021.
Den 5 december 2022 meddelade Svenska Fotbollförbundet att klubben nekas elitlicens, och därmed inte tillåts spela Damallsvenskan 2023 och i stället flyttades ner till Elitettan. Klubben överklagade, men den 2 januari 2023 bekräftade Svenska Fotbollförbundet att platsen i stället går till IK Uppsala.

## Placering tidigare säsonger
| Säsong | Nivå | Liga           | Placering | Referens      | Notering                                            |
| ------ | ---- | -------------- | --------- | ------------- | --------------------------------------------------- |
| 2013   | 2    | Elitettan      | 1         | [ 7 ]         | Uppflyttad till Damallsvenskan 2014                 |
| 2014   | 1    | Damallsvenskan | 7         | [ 8 ] [ 9 ]   |                                                     |
| 2015   | 1    | Damallsvenskan | 2         | [ 10 ] [ 11 ] |                                                     |
| 2016   | 1    | Damallsvenskan | 3         | [ 12 ] [ 13 ] |                                                     |
| 2017   | 1    | Damallsvenskan | 3         | [ 14 ] [ 15 ] |                                                     |
| 2018   | 1    | Damallsvenskan | 6         | [ 16 ] [ 17 ] |                                                     |
| 2019   | 1    | Damallsvenskan | 4         | [ 18 ] [ 19 ] |                                                     |
| 2020   | 1    | Damallsvenskan | 10        | [ 20 ] [ 21 ] |                                                     |
| 2021   | 1    | Damallsvenskan | 4         | [ 22 ] [ 23 ] |                                                     |
| 2022   | 1    | Damallsvenskan | 8         | [ 24 ] [ 25 ] | Nedflyttad till Elitettan 2023 pga nekad elitlicens |
| 2023   | 2    | Elitettan      | 8         |               |                                                     |
| 2024   | 2    | Elitettan      | 9         |               |                                                     |

## Färger
Eskilstuna United DFF spelar i mörkblå trikåer.
| Eskilstuna United DFF | Eskilstuna United DFF |

### Dräktsponsor
- 20??– Nike

### Trikåer
| Hemmaställ | Hemmaställ | Hemmaställ | Hemmaställ | Hemmaställ | Hemmaställ |

## Spelartruppen
| Nummer      | Land      | Spelare                   | Födelsedatum      | Kom från            | Moderklubb        |           |
| Målvakter   | Målvakter | Målvakter                 | Målvakter         | Målvakter           | Målvakter         | Målvakter |
| ----------- | --------- | ------------------------- | ----------------- | ------------------- | ----------------- | --------- |
| -           | USA       | Katie Fraine              | 3 december 1987   | Växjö DFF           | USA               |           |
| -           | Serbien   | Milica Kostić             | 21 december 1997  | Spartak Subotica    | Serbien           |           |
| Försvarare  |           |                           |                   |                     |                   |           |
| 4           | Sverige   | Emma Östlund              | 28 juli 2000      | KIF Örebro          | Adolfsbergs IK    |           |
| 5           | Norge     | Elise Stenevik            | 9 september 1999  | Arna-Björnar        | Florö             |           |
| 20          | Sverige   | Anna Oscarsson            | 23 juni 1996      | Linköpings FC       | FC Gute           |           |
| 24          | Sverige   | Elisabeth Tillenius       | 18 januari 2004   | Eskilstuna United U | Eskilstuna United |           |
| 29          | Sverige   | Matilda Plan              | 31 juli 1998      | Eskilstuna United U | DFK Värmbol       |           |
| -           | Norge     | Joanna Aalstad Baekkelund | 10 december 2000  | Lyn                 | Lyn               |           |
| Mittfältare |           |                           |                   |                     |                   |           |
| 2           | Sverige   | Lucia Duras               | 13 december 2004  | Eskilstuna United U | Eskilstuna United |           |
| 7           | Sverige   | Elin Rombing              | 18 april 1998     | Eskilstuna United U | Dunkers IF        |           |
| 8           | Sverige   | Linn Vickius              | 3 april 2000      | Eskilstuna United U | IFK Västerås      |           |
| 13          | Sverige   | Felicia Saving            | 23 augusti 2002   | Hammarby IF         | Boo FF            |           |
| 14          | Norge     | Noor Eckhoff              | 6 december 1999   | Melbourne City      | Koll              |           |
| 18          | Nigeria   | Halimatu Ayinde           | 16 maj 1995       | Asarums IF          | Delta Queens      |           |
| 23          | Sverige   | Fiona Eriksson            | 27 oktober 2003   | Västerås BK30       | Dingtuna GIF      |           |
| 25          | Nigeria   | Ngozi Okobi               | 14 december 1993  | Vittsjö GIK         | Delta Queens      |           |
| -           | Sverige   | Alva Karlsson             | 18 januari 2005   | Eskilstuna United U | Sverige           |           |
| -           | Sverige   | Chloe Eriksson            | 6 januari 2004    | Eskilstuna United U | Eskilstuna United |           |
| Anfallare   |           |                           |                   |                     |                   |           |
| 9           | Sverige   | Mia Jalkerud              | 5 november 1989   | Arna-Björnar        | Enskede IK        |           |
| 11          | Sverige   | Emma Engström             | 17 maj 2000       | AIK                 | Barkarö SK        |           |
| 16          | Sverige   | Felicia Rogic             | 23 september 1993 | Piteå IF            | BK Sport          |           |
| -           | Sverige   | Paulina Nyström           | 17 augusti 2000   | Vittsjö GIK         | Askims IK         |           |

## Kända spelare
- Annica Svensson (2014–2018)
- Amanda Nildén (2020–2021)
- Emma Holmgren (2021)
- Vaila Barsley (2013–2021)
- Guðbjörg Gunnarsdóttir (2022–)
- Nathalie Björn
- Hanna Glas
- Hedvig Lindahl
- Olivia Schough
- Glódís Perla Viggósdóttir
- Gaëlle Enganamouit
- Felicia rogic
- Elena Sadiku
- Louise Quinn
- Lisa Dahlkvist

## Tränare
- Magnus („Munken“) Karlsson;[27][28]
- Fredrik Bernhardsson, sedan oktober 2021[29]

### Fotnoter
1. ↑  ”Om United”. Eskilstuna United DFF. Arkiverad från originalet den 27 augusti 2013. https://web.archive.org/web/20130827084137/http://eskilstunaunited.se/om-united/. Läst 13 oktober 2013.
2. ↑  Kristin Törngren (12 oktober 2013). ”Eskilstuna United i damallsvenskan 2014”. SVT Södermanland. Arkiverad från originalet den 15 oktober 2013. https://web.archive.org/web/20131015051928/http://www.svt.se/nyheter/regionalt/svtsormland/damallsvenskan-nasta-for-united. Läst 13 oktober 2013.
3. ↑  Ellen Hellmark (13 maj 2021). ”Häcken cupmästare” (på svenska). SVT Sport. https://www.svt.se/sport/fotboll/direkt-i-svt-sa-ser-du-finalen-i-svenska-cupen. Läst 9 april 2022.
4. ↑  Matthias Johansson (5 december 2022). ”Eskilstuna United beviljas inte elitlicens” (på svenska). SVT Södermanland. https://www.svt.se/nyheter/lokalt/sormland/eskilstuna-united-beviljas-inte-elitlicens. Läst 3 januari 2023.
5. ↑  Rani Amir (2 januari 2023). ”Eskilstuna tvångsdegraderas” (på svenska). SVT Sport. https://www.svt.se/sport/fotboll/klart-eskilstuna-tvangsdegraderas-ik-uppsala-erbjuds-platsen. Läst 3 januari 2023.
6. ↑  Albin Ekström (5 december 2022). ”Eskilstuna United tvångsnedflyttas” (på svenska). Sportbladet. https://www.aftonbladet.se/sportbladet/fotboll/a/O8gMXE/eskilstuna-united-tvangsnedflyttas-fran-damallsvenskan-nekas-elitlicens. Läst 5 december 2022.
7. ↑  Elitettan 2013 SOCCERWAY
8. ↑  Damallsvenskan 2014 (RSSSF)
9. ↑  Damallsvenskan 2014 SOCCERWAY
10. ↑  Damallsvenskan 2015 (RSSSF)
11. ↑  Damallsvenskan 2015 SOCCERWAY
12. ↑  Damallsvenskan 2016 (RSSSF)
13. ↑  Damallsvenskan 2016 SOCCERWAY
14. ↑  Damallsvenskan 2017 (RSSSF)
15. ↑  Damallsvenskan 2017 SOCCERWAY
16. ↑  Damallsvenskan 2018 (RSSSF)
17. ↑  Damallsvenskan 2018 SOCCERWAY
18. ↑  Damallsvenskan 2019 (RSSSF)
19. ↑  Damallsvenskan 2019 SOCCERWAY
20. ↑  Damallsvenskan 2020 (RSSSF)
21. ↑  Damallsvenskan 2020 SOCCERWAY
22. ↑  Damallsvenskan 2021 (RSSSF)
23. ↑  Damallsvenskan 2021 SOCCERWAY
24. ↑  Damallsvenskan 2022 (RSSSF)
25. ↑  Damallsvenskan 2022 SOCCERWAY
26. ↑  ”Eskilstuna United DFF | Trupp”. eskilstunaunited.se. Arkiverad från originalet den 5 mars 2021. https://web.archive.org/web/20210305002822/https://www.eskilstunaunited.se/trupp. Läst 18 mars 2019.
27. ↑  IFK Norrkoping director
28. ↑  IFK Norrkoping klubbdirektor
29. ↑  ”Fredrik Bernhardsson”. Arkiverad från originalet den 7 april 2022. https://web.archive.org/web/20220407115808/https://us.women.soccerway.com/coaches/fredrik-bernhardsson/436266/. Läst 21 april 2022.